# シラミ
シラミ（虱、蝨）は、昆虫綱咀顎目シラミ小目 (Anoplura) に属する昆虫の総称。全種が血液や体液を吸う寄生生物である。かつてはシラミ目（裸尾目、学名は同じAnoplura）ともされた。
広義には、咀顎目のうち寄生性のものの総称として、シラミ小目のほか、主に体毛や羽毛を咀嚼するハジラミ類が含まれる（シラミ類（Phthiraptera）。かつてはこれに目階級を与えることもあった）。咀顎目にはシラミ小目とハジラミ類のほかに、寄生性でないチャタテムシがいる。
また咀顎目以外にも、外部寄生する小動物や動物に付着する生物に「〜ジラミ」の名がつくものがいる。昆虫では、カメムシ目に3グループがあり、哺乳類に寄生するトコジラミ科、植物から吸汁するコナジラミ科、同じくキジラミ上科があり、昆虫以外ではウオジラミ（甲殻亜門鰓尾目）、クジラジラミ（甲殻亜門端脚目）、ヤブジラミ（植物のセリ科）があるがこれらは生物学的にはシラミには該当しない。
以下では、シラミ小目について述べる。

## 系統と分類
現在世界中で約1000種が知られ、多くの未知種があると考えられている。ハジラミ類より分化したと考えられるが、化石上の証拠はない。ハジラミ類同様外部寄生虫として哺乳類の被毛の中で生活するが、ハジラミ類と異なり鳥類からはまったく知られていない。
日本分類学会連合による日本産生物種数調査で確認されている「シラミ目」（本記事のシラミ小目と対応）の科と既知種数は、以下の通り。
- カイジュウジラミ科 Echinophthiriidae - 2種
- ケモノジラミ科 Haematopinidae - 5種
- フトゲシラミ科 Hoplopleuridae - 19種
- ケモノホソジラミ科 Linognathidae - 4種
- ヒトジラミ科 Pediculidae - 1種
- ホソゲシラミ科 Polyplacidae - ?種
- ケジラミ科 Pthiridae - 1種

このうち人間に寄生するシラミは、ヒトジラミ（アタマジラミ Pediculus humanus humanus とコロモジラミ Pediculus humanus corporis の2亜種がある。最近では両者を別種とする説もある）とケジラミ Phthirus pubisの2種 である。これらは汎世界種（コスモポリタン）で、人類に寄生している種は全世界で同じこれらの種である。

## 形態
多くは体長が数mm以下であり外観が半透明で柔弱な印象だが、ゴムの様な弾力性のある丈夫な体壁構造を持っている。
体型はハジラミ類に似るが頭部は小さく、口器は著しく変形し、舌針、唾腺舌、下唇針から構成される管状の鋭い吻針となり、それを宿主の皮膚に突き刺して咽頭にあるポンプで吸血する（蚊とは異なりオスもメスも吸血する）。使用しないときは口器は頭の中にひきこまれる。
触角は5節からなるが、まれには3節のものもある。
1対の複眼を持つが退化傾向にあり、単純な1対のレンズや受光斑となる種や欠如している種もある。
胸部の3節はつねに癒合し、翅は退化している。脚は毛をつかむのに適するよう変形し、転節は1節となる。その先端には1本の爪がある。
腹部は9節からなり、産卵管は退化し、2つの弁となっている。

## 生態
不完全変態で卵→幼虫→成虫となる。
卵は産卵管の基底部より出される膠様の物質で一端が宿主の毛に膠着する。遊離末端側には気孔突起と呼ばれる通気孔のある蓋があり、幼虫はこの卵蓋から孵化する。幼虫は成虫と形がよく似ており、孵化直後より雌雄共に吸血する。幼虫は3齢を経て1～2週間程で成虫となる。
成虫は交尾後、ヒトジラミで1日8～10個、一生で約100～200個程度の卵を産む。ケジラミはやや少なく1日1～4個、一生で約40個程度産卵する。寿命はヒトジラミの成虫が約1ヵ月、ケジラミの成虫が約3週間程度である。

## 宿主特異性
シラミは生理的にも形態的にも特定の哺乳類にきわめてよく適応しているので、宿主範囲は限定され、宿主特異性は極めて高い。ある1種のシラミは特定の1種、あるいは同属の数種の宿主に限って寄生し、ふつう1つの宿主には1種のシラミだけが寄生する（ヒト、ウシ、および一部のネズミ類は複数種のシラミの寄生をうけるが、これは例外的である）。これは系統の離れた宿主にしばしば容易に移行することが知られているノミと非常に対照的である。
またシラミの属はそれぞれ、哺乳類の特定の科またはそれに近縁の科と対応した寄生関係をもつので、宿主とシラミは共進化したと考えられる。
なおシラミは、コウモリ目、アリクイ目、ゾウ目、センザンコウ目、カイギュウ目、クジラ目の真獣類、および単孔類、有袋類には寄生しない。

## 人間とのかかわり
人間につくシラミ2種のうちヒトジラミは、アタマジラミ Pediculus humanus humanus とコロモジラミ Pediculus humanus corporis の2亜種に分けられる。DNAの違いから、およそ7万年前にコロモジラミがアタマジラミから分かれたと推定されている。このことは人類がその少し前の時代から衣服をまとうようになったとする説の根拠の1つに挙げられている。もう1種はケジラミで、陰部に生息し、これは科のレベルで分類を異にする。
現在の日本では衛生環境向上のため、3種とも見られるのは極めて稀。

### ノミとシラミ
ノミとシラミはともに人間に寄生して吸血し、かゆみを与えるために、よく対にして扱われる。しかし、ノミは蛹を経る完全変態の昆虫のうち、比較的原始的なシリアゲムシ目に近い系統の昆虫から哺乳類寄生性を発達させた系統であると考えられている。それに対して、シラミは蛹を経ない不完全変態の昆虫のうち、カメムシ目に近縁な咀顎目に属し、系統的には大いに異なる。
さらに、しばしば宿主を離脱する種もあるノミには飢餓耐性が強い種が多いが、生涯を宿主体表で過ごすシラミは通常飢餓耐性を欠く。
生活史として、ノミの幼虫が部屋のすみの埃の中などで育つのに対して、シラミは終生を宿主上で暮らす。そのため、入浴や着替えが頻繁に行われれば、シラミは暮らせなくなるが、ノミは必ずしもそうはならず、生息を続ける。それで「シラミは貧乏人に、ノミは金持ちにつく」ともいわれた。 

### 民俗
シラミの語源については、白虫の転訛であるという説が有力である。古名はまたキササ、その字体（虱）から半風子（はんぷうし）とも呼ばれる。さらにその形から千手観音という異称もあったことが横井也有の『百虫譜』などにも見え、第二次世界大戦後の大発生期には隠語風にホワイトチイチイと呼ばれた。
シラミにまつわる話は古くから見られ、『古事記』にはスサノオノミコトが大穴牟遅神に八田間の大室で頭のシラミ取りをさせた話があり、昔話の継子譚の中にも、継子が山中で会った老婆のシラミをとってやって福を授けられたと語られるものがある。『古今著聞集』の一話や、曲亭馬琴の『花春虱道行』『花見話虱盛衰記』などにもシラミは登場する。俳句、川柳にもシラミを扱った作品は数多い。

### シラミの名を持つ生物
旧シラミ目のもの以外にも、以下のようなものがあるが、生物学的にはシラミではない。
- トコジラミ：カメムシ目の吸血昆虫
- クジラジラミ：端脚類に属する甲殻類の動物で、クジラ類の体表に寄生する。
- ウオジラミ：チョウの別名で魚に寄生する甲殻類、他にも寄生性甲殻類でシラミの名を持つ例は複数ある。
- ヤブジラミ：セリ科の植物で、種子(果実)がひっつき虫となる。
- シラミバエ：寄生性のハエ目昆虫。
- シラミシバ：イネ科の植物。

### 慣用句
- しらみつぶし(虱潰し) - 物事を片端から処理していくこと。シラミを身体や衣服から取り除く作業は面倒で片端からやるしかないことから。

### 単位
リークシャ シラミの卵一個分の重さ。約0.7mgと換算されている。

## 注
1. ↑  de Moya, Robert S; Yoshizawa, Kazunori; Walden, Kimberly K O; Sweet, Andrew D; Dietrich, Christopher H; Kevin P, Johnson (2021-06-16). Buckley, Thomas. ed. “Phylogenomics of Parasitic and Nonparasitic Lice (Insecta: Psocodea): Combining Sequence Data and Exploring Compositional Bias Solutions in Next Generation Data Sets” (英語). Systematic Biology 70 (4):  719–738. doi:10.1093/sysbio/syaa075. ISSN 1063-5157.
2. ↑  日本分類学会連合(2003) 第１回日本産生物種数調査
3. 1 2  『THE SUCKING LICE OF NORTH AMERICA』（THE PENNSYLVANIA STATE UNIVERSITY PRESS） ISBN 0271003952
4. ↑  『図説　人体寄生虫学』（南山堂） ISBN 4525170263
5. ↑  『はかりきれない世界の単位』株式会社創元社、2017年6月20日、93頁。